# Solters
Solters (títol original en anglès Singles) és una pel·lícula estatunidenca de 1992 dirigida per Cameron Crowe.

## Argument
La pel·lícula parla de les vides d'un grup de joves que viuen en un bloc d'apartaments a Seattle (Washington), i es divideix a capítols. Se centra en les històries d'amor de dues parelles, així com les dels seus amics i col·legues.

## Repartiment
- Bridget Fonda: Janet Livermore
- Kyra Sedgwick: Linda Powell
- Campbell Scott: Steve Dunne
- Sheila Kelley: Debbie Hunt
- Jim True-Frost: David Bailey
- Matt Dillon: Cliff Poncier
- Bill Pullman: Dr. Jeffrey Jamison
- James LeGros: Andy
- Ally Walker: Pam
- Tom Skerritt: Mayor Weber
- Jeremy Piven: Doug Hughley
- Eric Stoltz: mim
- Tim Burton: Brian

## Banda sonora
Es considera que la banda sonora de la pel·lícula va ajudar a obrir les portes a l'explosiva popularitat del grunge de Seattle a principis de la dècada del 1990.
1. "Would?", d'Alice in Chains - 3:27
2. "Breath", de Pearl Jam - 5:25
3. "Seasons", de Chris Cornell - 5:45
4. "Dyslexic Heart", de Paul Westerberg - 4:28
5. "The Battle of Evermore" (cover en directe de Led Zeppelin), de The Lovemongers - 5:41
6. "Chloe Dancer/Crown of Thorns", de Mother Love Bone - 8:16
7. "Birth Ritual", de Soundgarden - 6:05
8. "State of Love and Trust", de Pearl Jam - 3:46
9. "Overblown", de Mudhoney - 2:58
10. "Waiting for Somebody", de Paul Westerberg - 3:25
11. "May This Be Love", de The Jimi Hendrix Experience - 3:10
12. "Nearly Lost You", de Screaming Trees - 4:06
13. "Drown", de The Smashing Pumpkins - 8:17